# José Curiel
José Curiel Rodríguez (Coro, Venezuela, 22 de marzo de 1937-Caracas, Venezuela, 8 de enero de 2022) fue un ingeniero y político venezolano. Durante su carrera política fue ministro de Obras Públicas durante la primera presidencia de Rafael Caldera; diputado al Congreso Nacional y gobernador del estado Falcón.

## Biografía
Se graduó en ingeniería en la Universidad Católica Andrés Bello, con estudios de hidrología e hidráulica en la Universidad Stanford, Estados Unidos. En el quinquenio 1969-1974 se desempeñó como ministro de Obras Públicas durante la presidencia de Rafael Caldera, cuando promovió proyectos de desarrollo como el Metro de Caracas y Parque Central, además de proyectos en el estado Falcón, incluyendo la Zona Libre de Paraguaná, el hospital de Coro, el puerto de ferrys y el aeropuerto. Fue electo como gobernador de Falcón por el periodo entre 1996 y 2000, siendo el segundo mandatario en ser electo por votación universal, directa y secreta. Durante su trayectoria política también fue diputado al Congreso Nacional. Curiel escribió varios libros, incluyendo uno titulado Del pacto de Puntofijo al pacto de la Habana (2014), artículos de opinión para el periódico Últimas Noticias y fue crítico a la gestión de Nicolás Maduro, posición que hacía pública en escritos publicados en la revista Zeta.
Curiel padeció de cáncer de pulmón en sus últimos años de vida. El 28 de diciembre de 2021 fue internado en una clínica en Caracas como resultado de una enfermedad preexistente. Políticos de la región y amigos informaron que falleció en la noche del 8 de enero.

## Obras
- Pensando en Venezuela (1978)
- Venezuela mutilada (1981)
- Del pacto de Punto Fijo al pacto de la Habana. Editor (2014)
- La casa del centro de Coro (2021)